# مقاطعة زيباتش (داكوتا الجنوبية)
زيباتش (بالإنجليزية: Ziebach)‏ هي إحدى مقاطعات ولاية داكوتا الجنوبية في الولايات المتحدة الأمريكية.